# Велика Тростяниця
Велика Тростяниця (біл. вёска Вялікая Трасьцяніца) — село в складі Борисовського району Мінської області, Білорусь. Село підпорядковане Веселівській сільській раді, розташоване в північно-східній частині області.